# أنطونيو فرنسيسكو نافاس فارغاس
أنطونيو فرنسيسكو نافاس فارغاس (بالإسبانية: Antonio Francisco Navas Vargas)‏ (13 فبراير 1995 في إسبانيا - ) هو لاعب كرة قدم إسباني في مركز الدفاع. لعب مع نادي ألميريا.

## وصلات خارجية
- أنطونيو فرنسيسكو نافاس فارغاس على موقع Soccerway.com (الإنجليزية)
- أنطونيو فرنسيسكو نافاس فارغاس على موقع AS.com (الإسبانية)